# Egon (sopka)
Egon (nebo Namang) je sopka na indonéském ostrově Flores. Vrchol je ukončen 350 m širokým a 200 m hlubokým kráterem, přičemž další, parazitní krátery se nachází na svazích hory.
Vulkán byly dlouhou dobu neaktivní (s výjimkou fumarol v kráteru a na jižním svahu), nicméně činnost obnovil v lednu 2004. Poslední erupce nastala 15. dubna 2008 a tisíce lidí se musely evakuovat. V listopadu 2010 byla na popud zvýšené seismické aktivity (včetně emisí plynů) zvýšena úroveň vulkanické výstrahy na třetí stupeň ze čtyř.